# The Blue Hearts
The Blue Hearts (ザ・ブルーハーツ?, Za Burū Hātsu) sono stati un gruppo musicale punk rock giapponese attivi dal 1985 al 1995. Nel 2003, HMV Japan li ha classificati alla diciannovesima posizione della loro classifica dei più importanti artisti pop giapponesi. Sono stati paragonati a gruppi come i Sex Pistols, i The Clash ed i Ramones.

## Carriera
Membri del gruppo erano Hiroto Kōmoto (cantante), Masatoshi Mashima (chitarrista), Junnosuke Kawaguchi (bassista) e Tetsuya Kajiwara (batterista). Mikio Shirai non era un membro ufficiale del gruppo, ma si è spesso esibito insieme a loro come tastierista. Formati nel 1985, ha ufficialmente debuttato nel maggio 1987, pubblicando il loro primo album eponimo The Blue Hearts, a cui hanno fatto seguito negli anni successivi altri sette dischi. Benché avessero iniziato la propria carriera con un'etichetta indipendente, ogni album pubblicato ha superato le vendite del precedente, ed il loro ultimo lavoro ha venduto milioni di copie. Nek 1990, i Blue Hearts hanno pubblicato un EP negli Stati Uniti, promosso da un tour in America.
Fra i loro singoli più celebri si possono citare Train-Train e Linda Linda. Una cover di Linda Linda è stata infatti utilizzata in varie produzioni televisive giapponesi come, nei drama Socrates in Love e Gachi Baka, oltre che nel film del 2005 Linda Linda Linda,  la cui trama racconta di un gruppo di studentesse che forma una cover band dei Blue Hearts. Il brano è anche presente nel videogioco per Nintendo DS Osu! Tatakae! Ouendan del 2005. Altri brani come il già citato Train-Train, Owaranai Uta e Hito ni Yasashiku, sono invece presenti nei videogiochi della konami Drummania e Guitar Freaks.
Dopo che il gruppo si è sciolto nel 1995, Kōmoto, Mashima e Shirai hanno formato un altro gruppo, The High-Lows che a sua volta si è sciolto nel 2005. Ancora Kōmoto e Mashima si sono rinuti nel 2006 per formare un nuovo gruppo, chiamato The Cro-Magnons mentre Kawaguchi è diventato un produttore discografico, ed occasionalmente musicista per alcuni gruppi. Kajiwara ha invece dato vita al gruppo The 3Peace nel 1997, poi ai The Big Hip nel 2005 con Shirai, e ad un progetto solista chiamato Thunderbeat nel 2008.

## Membri
- Hiroto Kōmoto – voce
- Masatoshi Mashima – chitarra
- Junnosuke Kawaguchi – basso
- Tetsuya Kajiwara – batteria
- Mikio Shirai – tastiera (non ufficiale)

Ex-membri
- Masami Mochizuki (望月正水?) – basso
- Ryūsuke Hanabusa (英竜介?) – batteria
- Norio Yamakawa (山川のりを?) – basso

## Discografia

### Album
- The Blue Hearts (1987)
- Young and Pretty (1987)
- Train-Train (1988)
- Bust Waste Hip (1990)
- High Kicks (1991)
- Stick Out (1993)
- Dug Out (1993)
- Pan (1995)

### Album dal vivo
- Live All Sold Out (1996)
- Yaon Live on '94 6.18/19 (1997)

### Raccolte
- Blast Off! (1991, solo USA[6])
- Meet the Blue Hearts (1995)
- East West Side Story (1995)
- Super Best (1995)
- The Blue Hearts Box (1999)
- Singles 1990-1993 (1999)
- All Time Singles ~Super Premium Best~ (2010)